# Oliver Frljić
Oliver Frljić (Travnik, 31. ožujka 1976.), hrvatski kazališni redatelj.

## Životopis
Diplomirao je 2002. godine filozofiju i religijsku kulturu te kazališnu režiju i radiofoniju na Akademiji dramske umjetnosti.
Prije upisa na studij kazališne režije, sredinom devedesetih, formira amatersku kazališnu skupinu Le Cheval, s kojom nastupa na festivalima kazališnog amaterizma, kao što su TEST! (Teatar studentima!) ili SKAZ. No, surađuje i s mnogim drugim grupama na zagrebačkoj nezavisnoj sceni.
Profesionalno režira već tijekom studija i to u Istarskom narodnom kazalištu, Teatru &TD, te kazališnoj skupini KUFER. Njegove produkcije bile su predstavljene na sljedećim festivalima: Gavelline večeri, Splitsko ljeto, Tjedan suvremenog plesa, Zlatni Lav (Umag), Diskurs festival (Gießen), Karantena (Dubrovnik), FIAT (Podgorica), APAF (Salzburg), Freischwimmer Festival (Beč, Berlin, Hamburg, Dusseldorf, Zurich), Zadar snova, Osječko ljeto kulture, Festiwal Boska Komedia (Kraków)  Međunarodni dječji festival Šibenik itd.
Za predstavu Blizanke Dječjeg kazališta Dubrava dobio je tri nagrade za najbolju režiju (Hrvatski centar ASSITEJ, Naj, naj, naj festival, Dječji pozorišni festival Pozorište Zvezdarište, Beograd). Za predstavu Turbo-folk HNK Ivana pl. Zajca dobio je nagradu za najbolju režiju na međunarodnom festivalu komornog teatra Zlatni lav, a predstava je dobila i festivalski Grand Prix. Za režiju predstave Strah u Ulici lipa dobio je nagradu Mali Marulić na Festivalu hrvatske drame za djecu i Zlatnu Žar pticu na 9. Naj, naj, naj festivalu. 2009. trijumfira na Festivalu malih scena u Rijeci gdje su dvije njegove predstave podijelile nagradu za najbolju predstavu: Turbo-folk (predstava) i Bakhe. Na istom festivalu dobio je i nagradu Anđelko Štimac za najbolju režiju. Iste godine njegova predstava Blizanke dobiva srebrni lovorov vijenac na prestižnom festivalu internacionalnog teatra Mess u Sarajevu, a u kategoriji dječjeg programa. Te godine počinje njegov pohod na međunarodnu scenu kao najistaknutiji hrvatski kazališni redatelj mlađe generacije. 
Prvu važniju predstavu na međunarodnoj sceni Preklet naj bo izdajalec svoje domovine režira 2010. godine u Slovenskom mladinskom gledališče. Predstava dobiva dvije Borštnikove nagrade u Mariboru, te postaje slovenski rekorder po broju međunarodnih gostovanja (56 izvedbi u dvadeset država na četiri kontinenta). Iste godine režira i predstavu Buđenje proljeća u ZKM-u, za koju na sve važnijem Jugoslavenskom kazališnom festivalu Bez prevoda u Užicu dobiva nagradu za najbolju predstavu festivala, a u Crnogorskom narodnom pozorištu u Podgorici režira Raspravu Pierra de Marivauxa. Krajem iste godine režira predstavu Kukavičluk u Narodnom pozorištu Subotica koja je od mnogih kritičara proglašena kazališnim događajem sezone u Srbiji. Predstava je trijumfirala na najvećem i najuglednijem srpskom kazališnom festivalu Sterijino pozorje dobivši nagradu za najbolju predstavu, a Oliver Frljić dobio je nagradu za najbolju režiju. Veliku medijsku pozornost dobiva i svojim sljedećim projektom, teatralizacijom romana Abdulaha Sidrana Otac na službenom putu postavljenim u beogradskom kazalištu Atelje 212 u okviru YU sezone tog kazališta. Predstava je osvojila brojne nagrade, između ostalog i glavnu nagradu za najbolju predstavu 10. festivala bosanskohercegovačke drame u Zenici, Srebrni lovorov vijenac za najbolju predstavu u kategoriji Mittel Europa na festivalu MESS u Sarajevu, glavnu nagradu na 16. Jugoslavenskom kazališnom festivalu u Užicu, Grand Prix za najbolju predstavu 28. susreta profesionalnih pozorišta u Brčkom te brojne druge nagrade. Ova predstava je postala jedna od najvećih hit predstava Ateljea 212 u povijesti skupivši tridesetak nagrada na brojnim regionalnim festivalima. Uspjeh u regiji donio mu je neslužbenu titulu "regionalne redateljske zvijezde".  Takvu titulu najslikovitije je potvrdio predstavom Leksikon Yu mitologije koja je premijerno izvedena u rujnu 2011. godine na otvaranju 18. festivala Ex ponto u Ljubljani, a koja je nastala u koprodukciji teatara iz čak šest zemalja (Slovenija, Hrvatska, Srbija, Kosovo, Crna Gora, Makedonija). U listopadu iste godine na jednom od najuglednijih festivala regije MESS u Sarajevu premijerno je izvedena predstava Pismo iz 1920. nastala u koprodukciji samog festivala i Bosanskog narodnog pozorišta iz Zenice kojom je podigao veliku prašinu zbog korištenja dijelova ratne monodrame Godine prevare poznatog bosanskohercegovačkog glumca Emira Hadžihafizbegovića a u kojoj poziva na džihad. Glumac mu je medijski prijetio, no na tome je i stalo, a predstava je dobila ogromnu medijsku pozornost, te postala vrlo uspješna, praćena odličnim kritikama.
Sa sve više inozemnih angažmana Oliver Frljić sve rjeđe režira u Hrvatskoj. Na početku drugog desetljaća 21. stoljeća režira dvije dječje predstave: Matilda u Dječjem kazalištu Dubrava i Družba Pere Kvržice u GK Žar ptica. Za potonju predstavu dobiva sjajne kritike, pa kritičarka Novog lista Nataša Govedić piše: "...Oliveru Frljiću valjalo bi prepustiti kazalište za djecu i sutra bismo vjerojatno imali savršenu institucionalnu pripremu za punoljetne gledatelje." 2011. godine u Teatru &TD režira predstavu Mrzim istinu! po vlastitom predlošku u kojoj koristi vlastitu obiteljsku povijest i postavlja je u kazališni kontekst. Predstava je trijumfirala na 26. Gavellinim večerima, a prosudbeno povjerenstvo ustvrdilo je "kako predstava najavljuje jedno novo kazališno doba u kojem radikalne autorske estetike uspijevaju pronaći istinski dijalog sa svim članovima kazališne zajednice." Predstava je iste godine dobila i prestižnu Nagradu Hrvatskog glumišta u kategoriji najbolje predstave u cjelini, a bila je nominirana u čak 7 kategorija. Predstava je u svega nekoliko mjeseci doživjela kultni status, karte su mjesecima ranije rasprodane, a od mnogih je kritičara proglašena ključnim kazališnim događajem 2011. godine. U narednom pohodu po festivalima predstava je osvojila dvadesetak kazališnih nagrada (mnoge od njih osvojili su sjajni glumci Ivana Roščić, Rakan Rushaidat, Filip Križan i Iva Visković), te je postala jedna od najnagrađivanijih kazališnih predstava u povijesti hrvatskog kazališta. Predstava je odigrana i na jednom od najprestižnijih svjetskih kazališnih festivala Wiener Festwochen. Tom predstavom Oliver Frljić je uspješno zaključio svoju, do sada, najuspješniju kazališnu godinu u kojoj je odnio nagrade za najbolju režiju na svim relevantim kazališnim festivalima regije te time potvrdio svoju neupitnu poziciju kao najbolji redatelj u regiji.
Na početku 2012. režira predstavu Prolazi sve po tekstu Dubravka Mihanovića u GDK Gavella. Sezonu je nastavio u Prešernovom gledališču Kranj gdje je režirao Tri sestre Antona Pavloviča Čehova. Iste godine u beogradskom Ateljeu 212 postavlja kontroverzni autorski rad Zoran Đinđić o atentatu na Zorana Đinđića, bivšeg srpskog premijera. Predstava je podijelila i šokirala publiku, a pojedini kritičari su je opisali kao: "Hrabro, provokativno i bezobrazno istinito - jednom riječju, pljuska u lice direktno s kazališnih dasaka. Kazališni događaj desetljeća!" Predstava je dobila Gran Prix "Mira Trailović" za najbolju predstavu 47. Bitefa, a prikazana je i na jednom od najuglednijih njemačkih festivala Neue Stucke aus Europa gdje je dobila odlične kritike. Nakon premijere, o predstavi se dugo raspravljalo u političkim i kazališnim krugovima, a Oliver Frljić je još jednom potvrdio svoju poziciju najkontroveznijeg redatelja današnjice. Iste godine prvi put surađuje s čuvenim Dubravačkim ljetnim igrama gdje postavlja Buchnerovu Dantonovu smrt s iznimno jakim glumačkim ansamblom u sastavu Sreten Mokrović, Milan Pleština, Ivana Roščić, Dean Krivačić, Dražen Šivak, Nikša Butjer i Filip Juričić gdje također izaziva skandal. Prvo, smještanjem gledatelja ispod pozornice, tako da im vire samo glave, a potom klanjem kokoši na pozornici, što je nakon samo jedne izvedbe zabranila Uprava veterinarstva Republike Hrvatske. Usprkos skandalima dramski žiri je upravo Frljiću dodijelio prestižnu nagradu Orlando za najveći umjetnički doseg u dramskom programu. U jesen 2012. godine prvi put surađuje sa Satiričkim kazalištem Kerempuh s predstavom Gospođa ministarka Branislava Nušića u kojoj je naslovnu ulogu tumačila Elizabeta Kukić. Potom režira tri predstave redom u najprestižnijm slovenskim kazalištima kao što su Slovensko mladinsko gledališče (Georges Feydeau: '''Klistirajmo Srćka!'''), Slovensko narodno gledališče, Ljubljana (Aleksander Vvedenski: Božić kod Ivanovih) i Prešerenovo gledališče, Kranj (Autorski projekt: 25.671).
Nakon brojnih uspješnih festivalskih gostovanja u Njemačkoj, 2013. godine Oliver Frljić konačno dobiva priliku režirati u toj zemlju. Predstavu Black Box Schule: They Expect You to Pick a Career o obrazovnom sustavu režira u renomiranom Düsseldorf Schauspielhau (Düsseldorf). Na najvećem njemačkom festivalu za mlade, Heidelberger Stückemarkt-u, predstava je bila nominirana kao jedna od tri najbolje u Njemačkoj.
Njegova prva predstava u kultnom kazalištu Stari Teatar u Poljskoj zabranjena je svega nekoliko dana prije premijere. Predstava Nebožanska komedija trebala se baviti problemom antisemtizima u suvremenom poljskom društvu, kao i ulogom poljskog naroda u holokaustu. 
2014. godine vraća se radu u Hrvatskoj, te u Zagrebačkom kazalištu mladih režira dramu Hamlet Williama Shakespearea s Krešimirom Mikićem u naslovnoj ulozi., te predstavu Jazavac u Kerempuhu u Satiričkom kazalištu Kerempuh. Iste godine postaje intendant Hrvatskog narodnog kazališta Ivana pl. Zajca u Rijeci.
Balkan macht frei Olivera Frljića našao se među deset najboljih predstava izvedenih u Njemačkoj u 2015. po glasovima posjetitelja popularnog kazališnog portala Nachtkritik. Svake godine, uoči objavljivanja liste predstava koje će biti pozvane na Theatertreffen - najznačajniji njemački kazališni festival, kazališni portal Nachtkritik organizira alternativno glasanje i sastavlja svoju listu deset najboljih predstava.
2018. godine postavlja predstavu Šest likova traži autora u Satiričkom kazalištu Kerempuh, za koju dobiva brojne dobre kritike i gostuje na mnogim festivalima. 
Sve rjeđe režira u Hrvatskoj, dok svjetsku kazališnu slavu stječe u Njemačkoj gdje kontinuirano radi. Od 2022. do 2024. godine su-kreativni je direktor u prestižnom Maxim-Gorki-Theateru u Berlinu. U Hrvatsku se vraća samo povremeno, pa tako 2022. godine režira uspješnu predstavu Braća Karamazovi u Zagrebačkom kazalištu mladih. 

### Kontroverze
Mnoge su njegove predstave izazvale zgražanje, šok i burne reakcije u javnosti te zahtjeve za zabranom prikazivanja u Hrvatskoj i inozemstvu (BIH, Srbija, Poljska). Više su puta glumci odbijali nastupati u njegovim predstavama. U većem broju kazališnih komada kao što su "Naše nasilje i vaše nasilje", "Zoran Đinđić", "Aleksandra Zec" i druge na kazališnim daskama prikazivao je ekstremne scene usmjerene protiv vjere i nacionalizma, zbog čega je bio optuživan i za blasfemiju, provokaciju, vrijeđanje osjećaja građana, katolika i muslimana, što je dovelo do mnogo poziva na bojkot, zabranu prikazivanja i pokretanje kaznenih prijava. Bio je mnogo puta napadan u medijima, a provaljeno mu je i u stan, kao i njegovoj djevojci. Austrijski kazališni kritičari izrazili su vrlo negativno mišljenje o njegovoj predstavi "Naše nasilje i vaše nasilje" izvedenoj u Beču.

## Nagrade
- 2007. Nagrada ASSITEJ-a (Susret profesionalnih kazališta za djecu i mlade HC Assitej) za režiju predstave Blizanke.
- 2008. Zlatna Žar ptica (Naj, naj, naj festival) za režiju predstave Blizanke.
- 2008. Nagrada za najbolju režiju (Dječji kazališni festival Pozorište Zvezdarište, Beograd) za režiju predstave Blizanke.
- 2008. Nagrada za najbolju režiju (Međunarodni festival komornog teatra Zlatni lav) za režiju predstave Turbo-folk.
- 2009. Mali Marulić (Festival hrvatske drame za djecu) za režiju predstave Strah u Ulici lipa.
- 2009. Zlatna Žar ptica (Naj, naj, naj festival) za režiju predstave Strah u Ulici lipa.
- 2009. Nagrada ASSITEJ-a (Susret profesionalnih kazališta za djecu i mlade HC Assitej) za režiju predstave Strah u Ulici lipa.
- 2009. Nagrada Anđelko Štimac (Međunarodni festival malih scena) za režiju predstava Turbo-folk i Bahke.
- 2011. Nagrada za najbolju režiju (10. Festival bosanskohercegovačke drame, Zenica) za režiju predstave Kukavičluk.
- 2011. Sterijina nagrada (Sterijino pozorje, Novi Sad) za režiju predstave Kukavičluk.
- 2011. Zlatni lovorov vijenac (MESS, Sarajevo) za režiju predstave Otac na službenom putu.
- 2011. Nagrada ASSITEJ-a (Susret profesionalnih kazališta za djecu i mlade HC Assitej) za režiju predstava Matilda i Družba Pere Kvržice.
- 2011. Ardalion (Jugoslavenski kazališni festival Bez prevoda, Užice) za režiju predstave Otac na službenom putu.
- 2011. Nagrada za najbolju režiju (Susreti profesionalnih pozorišta, Brčko) za režiju predstave Pismo iz 1920.
- 2012. Nagrada za najbolju režiju (11. Festival bosanskohercegovačke drame, Zenica) za režiju predstave Mrzim istinu!
- 2012. Nagrada za najbolji tekst izvedbe (15. Teatar Fest Petar Kočić, Banja Luka) za tekst predstave Mrzim istinu!
- 2012. Nagrada "Korak u stvarnost" (15. Teatar Fest Petar Kočić, žiri radio televizije Republike Srpske, Banja Luka) za predstavu Mrzim istinu!
- 2012. Nagrada " Biljana Kovačević-Vučo" za zaštitu i unaprjeđenje ljudskih prava, Beograd
- 2012. Orlando (Dubrovačke ljetne igre) za režiju predstave Dantonova smrt.
- 2012. Borislav Mihajlović Mihiz (Fond "Borislav Mihajlović Mihiz", Srbija) za dramatičarska i dramaturška dostignuća u projektima Proklet bio izdajica svoje domovine, Kukavičluk, Zoran Đinđić i Mrzim istinu!.
- 2014. Nagrada "Anđelko Štimac" (Međunarodni festival malih scena) za režiju predstave Hamlet.
- 2014. Nagrada "Veljko Maričić" (Međunarodni festival malih scena) za dramaturšku adaptaciju predstave Hamlet.
- 2014. Nagrada Gazety Wyborczej (Međunarodni kazališni festival KONTAKT) za predstavu 25.671.[18]
- 2015. Nagrada Anđelko Štimac (Međunarodni festival malih scena) za režiju predstave Aleksandra Zec.